# Ильичёво (Гурьевский городской округ)
Ильичёво — посёлок в Гурьевском городском округе Калининградской области. До 2014 года входило в состав Храбровского сельского поселения.

## История
В 1946 году Гёркен был переименован в поселок Ильичево.

## Население
| 2002 | 2010 |
| ---- | ---- |
| 4    | ↗18  |

В 1910 году в Гёркене проживало 116 человек.